# Can Xesc (Bigues)
Can Xesc és una masia a l'antic veïnat de Mont-ras, a Bigues (poble del Vallès). És a prop de l'extrem nord-est del terme de municipal Bigues i Riells, a la part alta i a la dreta del torrent de Can Bori, a prop, a sota i al sud-oest de Sant Bartomeu de Mont-ras. És a llevant de Can Canals, i del Collet de Can Canals i al nord-est de les masies de Collfred i de Can Bori.
Forma aquest veïnat, a més de modernes vil·les de nova construcció, amb l'església de Sant Bartomeu de Mont-ras, Can Bernat, Can Bonfadrí, Can Cauma i Can Siurans.
Està inclosa a l'Inventari del patrimoni cultural i en el Catàleg de masies i cases rurals de Bigues i Riells.